# Дюков, Александр Валерьевич
Алекса́ндр Вале́рьевич Дю́ков (род. 13 декабря 1967, Ленинград, РСФСР, СССР) — российский менеджер высшего звена, председатель правления ПАО «Газпром нефть» с 2008 года. Президент петербургского футбольного клуба «Зенит» в 2008—2017 годах, президент Российского футбольного союза с 2019 года.

## Биография
В 1991 году Дюков окончил Ленинградский кораблестроительный институт по специальности «инженер-аэрогидромеханик». В 1996—1998 годах последовательно занимал должности финансового директора и генерального директора совместного предприятия «Петербургский нефтяной терминал». В 1998—1999 годах был директором по экономике и исполняющим обязанности генерального директора ОАО «Морской порт Санкт-Петербурга», в 2000—2003 годах возглавлял Совет директоров «Петербургского нефтяного терминала».
- В 2001 году получил степень MBA в Международном институте менеджмента в Санкт-Петербурге (ИМИСП).[источник?]
- 2003—2006 — Президент компании «Сибур».
- 2006—2011 — Председатель Совета директоров ОАО «СИБУР Холдинг».
- С 2011 — Заместитель Председателя Совета директоров ЗАО «СИБУР Холдинг».
- В ноябре 2006 года — и. о. Президента компании «Газпром нефть».
- 2006—2008 — Президент ОАО «Газпром нефть».
- С 2008 — Генеральный директор и председатель правления ПАО «Газпром нефть»[2].
- 22 февраля 2019 года на внеочередной конференции в Москве единогласно избран президентом Российского футбольного союза[3].
- 4 февраля 2021 года переизбран на пост президента РФС на четырёхлетний срок, получив единогласную поддержку делегатов внеочередной конференции РФС[4].
- 20 апреля 2021 года на конгрессе УЕФА избран в состав исполнительного комитета УЕФА сроком на 4 года с правом голоса[5][6].

По данным Forbes, в 2018 году в рейтинге богатейших россиян Дюков находился на 191-м месте с состоянием 500 млн долларов. По данным «Коммерсантъ», по итогам 2020 года он вошёл в топ-10 российских предпринимателей и топ-менеджеров по упоминаемости в СМИ.

## Работа в «Газпром нефти»
Александр Дюков руководит «Газпром нефтью» с 2006 года. В декабре 2021 года совет директоров ПАО «Газпром нефть» продлил на пять лет контракт с Дюковым в качестве генерального директора.
За 12 лет под его руководством компания вдвое увеличила объёмы добычи. По итогам 2017 года «Газпром нефть» входит в тройку крупнейших компаний страны по объёму добычи и переработки нефти.
По словам Александра Дюкова, «Газпром нефть» намерена наращивать добычу темпами выше средних по рынку, чтобы закрепиться в мировом топ-10 и к 2020 году выйти на объём добычи 100 млн тонн в год. В интервью Forbes он заявил, что при этом компания стремится стать мировым отраслевым бенчмарком, эталоном по эффективности, безопасности и технологическому оснащению.
По инициативе Александра Дюкова «Газпром нефть» включилась в разработку баженовской свиты. В 2017 году проект «Создание комплекса отечественных технологий и высокотехнологичного оборудования разработки запасов баженовской свиты» получил статус национального.
Развитие профильного проекта, оператором которого является «Газпром нефть», поможет к 2025 году нарастить производство российского аналога сланцевой нефти США — из баженовской свиты.
Дюков является сторонником внедрения цифровых технологий в нефтяную отрасль. Под его руководством в «Газпром нефти» началась цифровая трансформация. С 2016 по 2018 год компания реализовала успешные высокотехнологичные проекты в области блокчейн и промышленного интернета вещей в логистике (доставка грузов на платформу «Приразломная»), искусственного интеллекта, предиктивной аналитики на основе Big Data (система «Цифровой двойник»). В апреле 2018 года Дюков принял решение создать дирекцию цифровой трансформации «Газпром нефти», которая должна сформировать единую систему цифровых проектов компании и развить собственные интеллектуальные сервисы.

## Личное состояние
Дюков вошёл в список богатейших россиян благодаря действующей в «Сибуре» программе премирования высшего руководства акциями. C 2011 года он получил в качестве вознаграждения пакет акций «Сибура» (3,95 %), который, по оценке СМИ, мог стоить более 500 млн долларов. В 2018 году возглавил рейтинг директоров-капиталистов, опубликованный журналом «Forbes». По оценкам экспертов, стоимость принадлежащего Дюкову пакета акций компании «Сибур» составляет порядка $729 млн.

## Деятельность в ФК «Зенит»
С марта 2008 года по май 2017 года Александр Дюков являлся президентом петербургского футбольного клуба «Зенит». За это время клуб трижды становился чемпионом России (в 2010, 2012 и 2015 годах), дважды — обладателем Кубка России (в 2010 и 2016 годах), Кубка УЕФА и Суперкубка УЕФА (в 2008 году).
С 2008 по февраль 2019 Дюков являлся председателем совета директоров клуба «Зенит». Эту должность он покинул в связи с избранием на пост президента РФС.

## Работа в РФС
C 2014 года Александр Дюков на постоянной основе входил в исполком Российского футбольного союза. 22 февраля 2019 года он единогласно был избран главой РФС, 4 февраля 2021 года был единогласно переизбран на новый срок.
На посту президента РФС Дюков считает приоритетными задачи развития массового, детско-юношеского, профессионального футбола и сборных команд. Под руководством А. Дюкова РФС начал реформу подготовки спортивного резерва. В рамках комплексной программы «Наша смена» во всей стране создается сеть центров подготовки футболистов, развивается единая система соревнований для детей и юношей.
При Дюкове запущены розыгрыши Юношеской футбольной лиги-1 для игроков до 17 лет и ЮФЛ-2 для футболистов не старше 16 лет, изменён формат Кубка России, расширено молодёжное первенство. Также началась реализация программы «Футбол в школе», которая предполагает внедрение в школьное расписание уроков футбола. По инициативе Дюкова была создана Академия РФС, где проводится обучение тренеров и представителей других футбольных специальностей.

## Награды
- Медаль ордена «За заслуги перед Отечеством» II степени (5 ноября 2020 года) — за достигнутые трудовые успехи и многолетнюю добросовестную работу[42].
- Кавалер ордена Звезды Италии (лишён награды в 2022 году решением президента Италии Серджо Маттареллы в связи с санкциями в отношении России)[43][44].
- Почётная грамота Президента Российской Федерации (6 сентября 2024 года) — за достигнутые трудовые успехи и многолетнюю добросовестную работу[45].
- Благодарность Президента Российской Федерации (30 мая 2012 года) — за достигнутые трудовые успехи и многолетнюю добросовестную работу[46].

## Санкции
Из-за вторжения России на Украину Дюков попал под санкции Великобритании, Австралии и Новой Зеландии.
20 августа 2022 года в связи с санкциями Дюков был лишён ордена «Звезда Италии».
8 августа 2025 года внесен в санкционные списки Украины.